# Anders Bardal
Anders Bardal, né le 24 août 1982 à Steinkjer, est un sauteur à ski norvégien. Il gagne la Coupe du monde en 2012 et devient champion du monde au petit tremplin en 2013 et par équipes en 2015, année de sa retraite sportive. Aux Jeux olympiques, il décroche deux médailles de bronze, une par équipes en 2010 et une en individuel en 2014.

## Carrière
Membre du club de sa ville natale Steinkjer, il obtient son premier résultat aux Championnats du monde junior 2000 à Štrbské Pleso, remportant la médaille d'argent à l'épreuve par équipes. En 2001, il découvre la Coupe du monde à Willingen, où il marque ses premiers points, terminant 28e. Il est plus tard treizième à Trondheim vers la fin de saison. En 2001-2002, il est suffisamment régulier pour être appelé pour les Jeux olympiques de Salt Lake City, se classant 25e et 27e en individuel. C'est en vol à ski, qu'il signe son premier top dix dans la Coupe du monde, à Tauplitz en février 2003. En fin d'année 2003, il est même quatrième à Titisee-Neustadt. Lors des deux saisons suivantes, il vise la Coupe continentale, qu'il domine avec succès avec treize concours remportés et la victoire finale en 2005 et 2006. À l'été 2006, il monte sur deux podiums au Grand Prix à Zakopane et Oberhof, ses deux premiers dans une compétition avec l'élite du saut.
En 2006-2007, il revient à plein temps dans la Coupe du monde, obtenant une deuxième place par équipes à Willingen, juste avant les Championnats du monde à Sapporo, où il remporte sa première médaille avec l'argent au grand tremplin par équipes. Il continue son ascension en se classant troisième du concours d'Oslo, devant le public norvégien, pour monter sur son premier podium individuel en Coupe du monde.
Il fait partie des meilleurs sauteurs au cours de la saison 2007-2008, durant laquelle il remporte sa première épreuve de Coupe du monde, sur une seule manche, à Zakopane. Il monte aussi sur quatre autres podiums cette année-là, dont une deuxième place à Bischofshofen, manche de la Tournée des quatre tremplins. Il gagne également la médaille de bronze aux Championnats du monde de vol à ski par équipes à Oberstdorf en 2008 et la médaille d'argent en 2010. En 2010, il revient dans une compétition olympique huit ans après sa première sélection à l'occasion de l'édition de Vancouver, où il termine 18e et 22e en individuel ainsi que médaille de bronze avec ses coéquipiers Tom Hilde, Johan Remen Evensen et Anders Jacobsen.
Il revient sur le devant de la scène lors de la saison 2011-2012, étant plus régulier et avec des victoires à Engelberg et Tauplitz. Une nouvelle victoire à Willingen lui permet de prendre le dossard jaune de leader de la Coupe du monde, qu'il ne cédera pas jusqu'à la fin, décrochant ainsi le globe de cristal, malgré une contre-performance à Planica, soit le premier pour un Norvégien depuis Espen Bredesen en 1994.
En 2013, il obtient son premier titre mondial à Val di Fiemme sur le petit tremplin devant Gregor Schlierenzauer.
En 2012-2013, il recule d'une place au classement général de la Coupe du monde, Schlierenzauer le battant cette fois-ci et il ne gagne qu'un concours à Wisła. 
En 2014, il est médaillé de bronze aux Jeux olympiques de Sotchi en individuel sur le petit tremplin, accompagnant Kamil Stoch et Peter Prevc sur le podium, d'être vice-champion du monde de vol à ski à Harrachov. Cet hiver, il porte son nombre de victoires individuelles en Coupe du monde définitivement à sept, s'imposant à Zakopane et pour la première fois en Norvège à Trondheim.
En 2015, à Falun, il figure toujours parmi les meilleurs lors des Championnats du monde avec deux places de sixième en individuel, une médaille d'argent par équipes mixtes et pour finir un titre par équipes sur le grand tremplin, le premier des Norvégiens depuis 1993, avec Anders Jacobsen, Anders Fannemel et Rune Velta. Après les Mondiaux, il est notamment deuxième à Kuopio, pour monter sur son 34e et ultime podium dans la Coupe du monde. Il annonce cependant la fin de sa carrière en fin de saison.

## Palmarès

### Jeux olympiques
| Épreuve / Édition | Salt Lake City 2002 | Vancouver 2010 | Sotchi 2014 |
| Petit tremplin    | 27e                 | 18e            | Bronze      |
| Grand tremplin    | 25e                 | 22e            | 16e         |
| Par équipes       | 9e                  | Bronze         | 6e          |

### Championnats du monde
| Épreuve / Édition | Épreuve / Édition | Sapporo 2007                     | Liberec 2009                     | Oslo 2011                        | Val di Fiemme 2013               | Falun 2015                       |
| Petit tremplin    | Petit tremplin    | 16e                              | 12e                              | 9e                               | Or                               | 6e                               |
| Grand tremplin    | Grand tremplin    |                                  | 5e                               | 7e                               | 11e                              | 6e                               |
| Par équipes       | PT                |                                  |                                  | Argent                           | Épreuve inexistante à cette date | Épreuve inexistante à cette date |
| Par équipes       | Mixtes            | Épreuve inexistante à cette date | Épreuve inexistante à cette date | Épreuve inexistante à cette date | 4e                               | Argent                           |
| Par équipes       | GT                | Argent                           | Argent                           | Argent                           | 4e                               | Or                               |

### Championnats du monde de vol à ski
| Épreuve / Édition | Harrachov 2002 | Oberstdorf 2008 | Planica 2010 | Vikersund 2012 | Harrachov 2014 |
| Individuel        | 15e            | 18e             | -            | 7e             | Argent         |
| Par équipes       | -              | Bronze          | Argent       | 4e             |                |

### Coupe du monde
- 1 gros globe de cristal : vainqueur du classement général en 2012.
- 59 podiums : 
  - 34 podiums en épreuve individuelle : 7 victoires, 13 deuxièmes places et 14 troisièmes places.
  - 25 podiums en épreuve par équipes, dont 9 victoires.

#### Victoires individuelles
| Année     | Lieu                                                           |
| 2007-2008 | Zakopane (Pologne)                                             |
| 2011-2012 | Engelberg (Suisse), Tauplitz (Autriche), Willingen (Allemagne) |
| 2012-2013 | Wisla (Pologne)                                                |
| 2013-2014 | Zakopane (Pologne), Trondheim (Norvège)                        |

#### Classements en Coupe du monde
| Année     | Classement général final |
| 2000-2001 | 53e                      |
| 2001-2002 | 36e                      |
| 2002-2003 | 42e                      |
| 2003-2004 | 32e                      |
| 2004-2005 | 54e                      |
| 2005-2006 | 27e                      |
| 2006-2007 | 16e                      |
| 2007-2008 | 5e                       |
| 2008-2009 | 10e                      |
| 2009-2010 | 36e                      |
| 2010-2011 | 14e                      |
| 2011-2012 | 1er                      |
| 2012-2013 | 2e                       |
| 2013-2014 | 4e                       |
| 2014-2015 | 18e                      |

### Championnats du monde junior
- Médaille d'argent par équipes en 2000.

### Grand Prix
- 3e du classement général en 2013.
- 6 podiums individuels, dont 2 victoires.

### Coupe continentale
- Vainqueur du classement général en 2005 et 2006.
- 30 podiums individuels, dont 14 victoires.

## Distinctions
En 2012, Anders Bardal reçoit la Statuette Olav (no) à la suite du gain du classement général de la Coupe du monde. En 2015, la Médaille Holmenkollen lui est décernée pour l'ensemble de ses performances sportives.